# Дебора Тернер Гарріс
Дебора Тернер Гарріс (англ. Deborah Turner Harris; нар. 1951, Пенсільванія, США)  — американська письменниця у жанрі фентезі. Працює у співавторстві з Кетрін Курц. Живе у Шотландії зі своїм чоловіком, шотландським письменником Робертом Гаррісом.

## Твори

### Маги Гарильона (Mages of Garillon)
- Палаючий камінь (The Burning Stone) (1986)
- Рукавиця Зла (The Gauntlet of Malice) (1987)
- Спіраль вогню (Spiral of Fire) (1989)

### Каледон (Caledon)
- Caledon of the Mists (1994)
- The Queen of Ashes (1995)
- The City of Exile (1997)

### Адепт (The Adept)
(з Кетрін Курц)
- Адепт (Book I: The Adept, 1991)
- Ложа рисі (Book II: The Lodge of the Lynx, 1992)
- Скарб тамплієрів (Book III: The Templar Treasure, 1993)
- Магічний кинджал (Book IV: Dagger Magic, 1995)
- Смерть адепта (Book V: Death of an Adept, 1996)

### Книги тамплієрів (Knights Templar)
(з Кетрін Курц)
- Книга I: Храм і камінь (Book I: The Temple And the Stone, 1998)
- Книга II: Храм і корона (Book II: The Temple and the Crown, 2001)